# Stigmidium beringicum
Stigmidium beringicum är en lavart som beskrevs av Zhurb. & Triebel 2008. Stigmidium beringicum ingår i släktet Stigmidium och familjen Mycosphaerellaceae.   Inga underarter finns listade i Catalogue of Life.